# Vela ai Giochi della XV Olimpiade - 6 metri
La competizione della classe 6 metri  di vela ai Giochi della XV Olimpiade si è svolta nei giorni dal 20 al 28 luglio 1952 a Liuskasaari, presso Helsinki.

## Partecipanti
| Nazione          | Barca        | Equipaggio                                                                                               |
| ---------------- | ------------ | --- |
| Argentina        | Djinn        | Enrique Sieburger Sr., Horacio Monti, Hércules Morini, Rufino Rodríguez de la Torre, Werner von Foerster |
| Canada           | Trickson VI  | Don Tytler, Ken Bradfield, Bill Gooderham, Bill Copeland, Billy Macintosh                                |
| Finlandia        | Ralia        | Adolf Konto, Ernst Westerlund, Paul Sjöberg, Ragnar Jansson, Rolf Turkka                                 |
| Germania         | Nirwana      | Andreas Howaldt, Götz von Mirbach, Hans Kadelbach, Paul-Heinrich Lange, Wolfgang Elsner                  |
| Gran Bretagna    | Titia        | Frank Murdoch, Franklin Woodroffe, Kenneth Preston, Martin Sharp, Robert Steele                          |
| Italia           | Ciocca       | Andrea Ferrari, Antonio Cosentino, Enrico Poggi, Giusto Spigno, Pietro Reggio                            |
| Norvegia         | Elisabeth X  | Carl Mortensen, Erik Heiberg, Finn Ferner, Johan Ferner, Tor Arneberg                                    |
| Stati Uniti      | Llanoria     | Emelyn Whiton, Eric Ridder, Everard Endt, Herman Whiton, John Morgan, Julian Roosevelt                   |
| Svezia           | May Be VII   | Lars Lundström, Karl-Robert Ameln, Martin Hindorff, Sven Salén, Torsten Lord                             |
| Svizzera         | Ylliam VIII  | André Firmenich, Charles Stern, François Chapot, Louis Noverraz, Marcel Stern                            |
| Unione Sovietica | Soviet Union | Boris Lobaškov, Fëdor Šutkov, Kirill Koževnikov, Nikolaj Matveev, Nikolaj Ermakov                        |

## Risultati
| Regata 1 20 luglio | Regata 1 20 luglio | Regata 1 20 luglio | Regata 1 20 luglio | Regata 2 21 luglio | Regata 2 21 luglio | Regata 2 21 luglio | Regata 2 21 luglio | Regata 3 22 luglio | Regata 3 22 luglio | Regata 3 22 luglio | Regata 3 22 luglio |
| Pos.               | Nazione            | Tempo              | Punti              | Pos.               | Nazione            | Tempo              | Punti              | Pos.               | Nazione            | Tempo              | Punti              |
| ------------------ | ------------------ | ------------------ | ------------------ | ------------------ | ------------------ | ------------------ | ------------------ | ------------------ | ------------------ | ------------------ | ------------------ |
| 1                  | Norvegia           | 2-28:43            | 1142               | 1                  | Svizzera           | 3-15:45            | 1142               | 1                  | Stati Uniti        | 2-28:00            | 1142               |
| 2                  | Svezia             | 2-29:08            | 841                | 2                  | Argentina          | 3-17:20            | 841                | 2                  | Norvegia           | 2-29:04            | 841                |
| 3                  | Finlandia          | 2-29:40            | 665                | 3                  | Canada             | 3-18:13            | 665                | 3                  | Finlandia          | 2-29:45            | 665                |
| 4                  | Stati Uniti        | 2-31:58            | 540                | 4                  | Norvegia           | 3-19:31            | 540                | 4                  | Argentina          | 2-30:24            | 540                |
| 5                  | Italia             | 2-32:51            | 443                | 5                  | Italia             | 3-20:25            | 443                | 5                  | Svezia             | 2-30:40            | 443                |
| 6                  | Argentina          | 2-33:00            | 364                | 6                  | Finlandia          | 3-21:23            | 364                | 6                  | Gran Bretagna      | 2-32:20            | 364                |
| 7                  | Gran Bretagna      | 2-33:19            | 297                | 7                  | Germania           | 3-22:20            | 297                | 7                  | Italia             | 2-33:20            | 297                |
| 8                  | Canada             | 2-35:39            | 239                | 8                  | Gran Bretagna      | 3-22:31            | 239                | 8                  | Unione Sovietica   | 2-35:31            | 239                |
| 9                  | Svizzera           | 2-36:45            | 188                | 9                  | Stati Uniti        | 3-22:51            | 188                | 9                  | Germania           | 2-36:38            | 188                |
| 10                 | Germania           | 2-38:06            | 141                | 10                 | Unione Sovietica   | 3-25:20            | 141                | -                  | Canada             | Rit.               | 0                  |
| 11                 | Unione Sovietica   | 2-39:13            | 101                | -                  | Svezia             | Rit.               | 0                  | -                  | Svizzera           | Rit.               | 0                  |

| Regata 4 23 luglio | Regata 4 23 luglio | Regata 4 23 luglio | Regata 4 23 luglio | Regata 5 26 luglio | Regata 5 26 luglio | Regata 5 26 luglio | Regata 5 26 luglio | Regata 6 27 luglio | Regata 6 27 luglio | Regata 6 27 luglio | Regata 6 27 luglio | Regata 7 28 luglio | Regata 7 28 luglio | Regata 7 28 luglio | Regata 7 28 luglio |
| Pos.               | Nazione            | Tempo              | Punti              | Pos.               | Nazione            | Tempo              | Punti              | Pos.               | Nazione            | Tempo              | Punti              | Pos.               | Nazione            | Tempo              | Punti              |
| ------------------ | ------------------ | ------------------ | ------------------ | ------------------ | ------------------ | ------------------ | ------------------ | ------------------ | ------------------ | ------------------ | ------------------ | ------------------ | ------------------ | ------------------ | ------------------ |
| 1                  | Stati Uniti        | 2-45:36            | 1142               | 1                  | Finlandia          | 2-41:20            | 1142               | 1                  | Norvegia           | 2-32:57            | 1142               | 1                  | Stati Uniti        | 3-00:50            | 1142               |
| 2                  | Canada             | 2-48:32            | 841                | 2                  | Svezia             | 2-45:15            | 841                | 2                  | Argentina          | 2-35:05            | 841                | 2                  | Svizzera           | 3-02:11            | 841                |
| 3                  | Svezia             | 2-48:43            | 665                | 3                  | Canada             | 2-46:58            | 665                | 3                  | Stati Uniti        | 2-35:32            | 665                | 3                  | Finlandia          | 3-03:27            | 665                |
| 4                  | Norvegia           | 2-48:50            | 540                | 4                  | Italia             | 2-47:40            | 540                | 4                  | Italia             | 2-37:10            | 540                | 4                  | Svezia             | 3-05:02            | 540                |
| 5                  | Finlandia          | 2-50:03            | 443                | 5                  | Argentina          | 2-48:26            | 443                | 5                  | Svezia             | 2-38:16            | 443                | 5                  | Norvegia           | 3-05:57            | 443                |
| 6                  | Argentina          | 2-50:18            | 364                | 6                  | Gran Bretagna      | 2-49:10            | 364                | 6                  | Svizzera           | 2-38:40            | 364                | 6                  | Canada             | 3-07:38            | 364                |
| 7                  | Italia             | 2-53:10            | 297                | 7                  | Svizzera           | 2-49:33            | 297                | 7                  | Gran Bretagna      | 2-39:26            | 297                | 7                  | Italia             | 3-09:00            | 297                |
| 8                  | Gran Bretagna      | 2-53:12            | 239                | 8                  | Stati Uniti        | 2-50:03            | 239                | 8                  | Canada             | 2-41:21            | 239                | 8                  | Argentina          | 3-10:42            | 239                |
| 9                  | Svizzera           | 2-53:50            | 188                | 9                  | Germania           | 2-51:13            | 188                | 9                  | Germania           | 2-43:12            | 188                | 9                  | Germania           | 3-13:19            | 188                |
| 10                 | Germania           | 2-57:52            | 141                | 10                 | Norvegia           | 2-51:56            | 141                | 10                 | Unione Sovietica   | 2-43:54            | 141                | 10                 | Unione Sovietica   | 3-14:52            | 141                |
| 11                 | Unione Sovietica   | 3-02:51            | 101                | 11                 | Unione Sovietica   | 2-57:21            | 101                | -                  | Finlandia          | Rit.               | 0                  | 11                 | Gran Bretagna      | 3-15:09            | 101                |

## Classifica finale
| Pos.    | Nazione          | Equipaggio                                                                                               | Punti Totali | Punti ottenuti nelle regate | Punti ottenuti nelle regate | Punti ottenuti nelle regate | Punti ottenuti nelle regate | Punti ottenuti nelle regate | Punti ottenuti nelle regate | Punti ottenuti nelle regate |
| Pos.    | Nazione          | Equipaggio                                                                                               | Punti Totali | 1                           | 2                           | 3                           | 4                           | 5                           | 6                           | 7                           |
| ------- | ---------------- | --- | ------------ | --------------------------- | --------------------------- | --------------------------- | --------------------------- | --------------------------- | --------------------------- | --------------------------- |
| Oro     | Stati Uniti      | Emelyn Whiton, Eric Ridder, Everard Endt, Herman Whiton, John Morgan, Julian Roosevelt                   | 4870         | 540                         | (188)                       | 1142                        | 1142                        | 239                         | 665                         | 1142                        |
| Argento | Norvegia         | Carl Mortensen, Erik Heiberg, Finn Ferner, Johan Ferner, Tor Arneberg                                    | 4648         | 1142                        | 540                         | 841                         | 540                         | (141)                       | 1142                        | 443                         |
| Bronzo  | Finlandia        | Adolf Konto, Ernst Westerlund, Paul Sjöberg, Ragnar Jansson, Rolf Turkka                                 | 3944         | 665                         | 364                         | 665                         | 443                         | 1142                        | (0)                         | 665                         |
| 4       | Svezia           | Lars Lundström, Karl-Robert Ameln, Martin Hindorff, Sven Salén, Torsten Lord                             | 3773         | 841                         | (0)                         | 443                         | 665                         | 841                         | 443                         | 540                         |
| 5       | Argentina        | Enrique Sieburger Sr., Horacio Monti, Hércules Morini, Rufino Rodríguez de la Torre, Werner von Foerster | 3393         | 364                         | 841                         | 540                         | 364                         | 443                         | 841                         | (239)                       |
| 6       | Svizzera         | André Firmenich, Charles Stern, François Chapot, Louis Noverraz, Marcel Stern                            | 3020         | 188                         | 1142                        | (0)                         | 188                         | 297                         | 364                         | 841                         |
| 7       | Canada           | Don Tytler, Ken Bradfield, Bill Gooderham, Bill Copeland, Billy Macintosh                                | 3013         | 239                         | 665                         | (0)                         | 841                         | 665                         | 239                         | 364                         |
| 8       | Italia           | Andrea Ferrari, Antonio Cosentino, Enrico Poggi, Giusto Spigno, Pietro Reggio                            | 2560         | 443                         | 443                         | (297)                       | 297                         | 540                         | 540                         | 297                         |
| 9       | Gran Bretagna    | Frank Murdoch, Franklin Woodroffe, Kenneth Preston, Martin Sharp, Robert Steele                          | 1800         | 297                         | 239                         | 364                         | 239                         | 364                         | 297                         | (101)                       |
| 10      | Germania         | Andreas Howaldt, Götz von Mirbach, Hans Kadelbach, Paul-Heinrich Lange, Wolfgang Elsner                  | 1190         | (141)                       | 297                         | 188                         | 141                         | 188                         | 188                         | 188                         |
| 11      | Unione Sovietica | Boris Lobaškov, Fëdor Šutkov, Kirill Koževnikov, Nikolaj Matveev, Nikolaj Ermakov                        | 864          | (101)                       | 141                         | 239                         | 101                         | 101                         | 141                         | 141                         |